# Fernando Traverso
Fernando Traverso (Rosario, Argentina, 15 de septiembre de 1951) es un artista plástico rosarino.
Estudió en la Escuela provincial de Artes Visuales Manuel Belgrano. Asiste al taller de Juan Pablo Renzi y realiza clínica de obra con Graciela Sacco. Actualmente, vive y trabaja en Rosario.

## Exposiciones y otras actividades
Trabaja desde hace más de treinta y cinco años en el Hospital Centenario como encargado de la relación con los dispensarios de la ciudad.
A partir de 1988 comienza a exponer en salones, en 1999 en el Centro Cultural Bernardino Rivadavia y en el Centro de Expresiones Contemporáneas, esta vez mostrando un conjunto de lienzos colgados cuya superficie tenía impresa la silueta de una bicicleta.
Otras exposiciones individuales: “Cigarras”, Casa del Artista Plástico, Rosario (1998); “Vientre Urbano”, Biblioteca Argentina, Rosario (1998); “...puede no haber banderas”, Centro Cultural Bernardino Rivadavia, Rosario (1999); Paseando por el interior, Alianza Francesa de Buenos Aires, con Eladia Acevedo (2000); “...029/350 ... puede no haber banderas”, Biblioteca Argentina (Rosario, 2002); Centro Cultural Recoleta (Buenos Aires, 2003); "No hagan 'bandera'”, Museo Castagnino, Rosario (2004); e "Intervención urbana" (2006) Sobres.
En octubre de 2008, en el marco del 3.er Festival Internacional de Bicicultura de Santiago, Fernando Traverso dictó un taller en la sede Las Encinas de la Facultad de Artes de Santiago de Chile.

## Las bicicletas de Rosario
Las bicicletas de Rosario es una obra artística de arte urbano. El 24 de marzo de 2001 Fernando Traverso pinta su primera bicicleta en un muro de Rosario. Desde ese momento hasta hoy, las "bicis" aparecen en distintos barrios de la ciudad, conformando 350 grafitis que se mezclan con diversas inscripciones urbanas. Para su realización, Traverso emplea un stencil. Esta serie de intervenciones simbolizan los 350 desaparecidos denunciados inicialmente en la ciudad de Rosario.

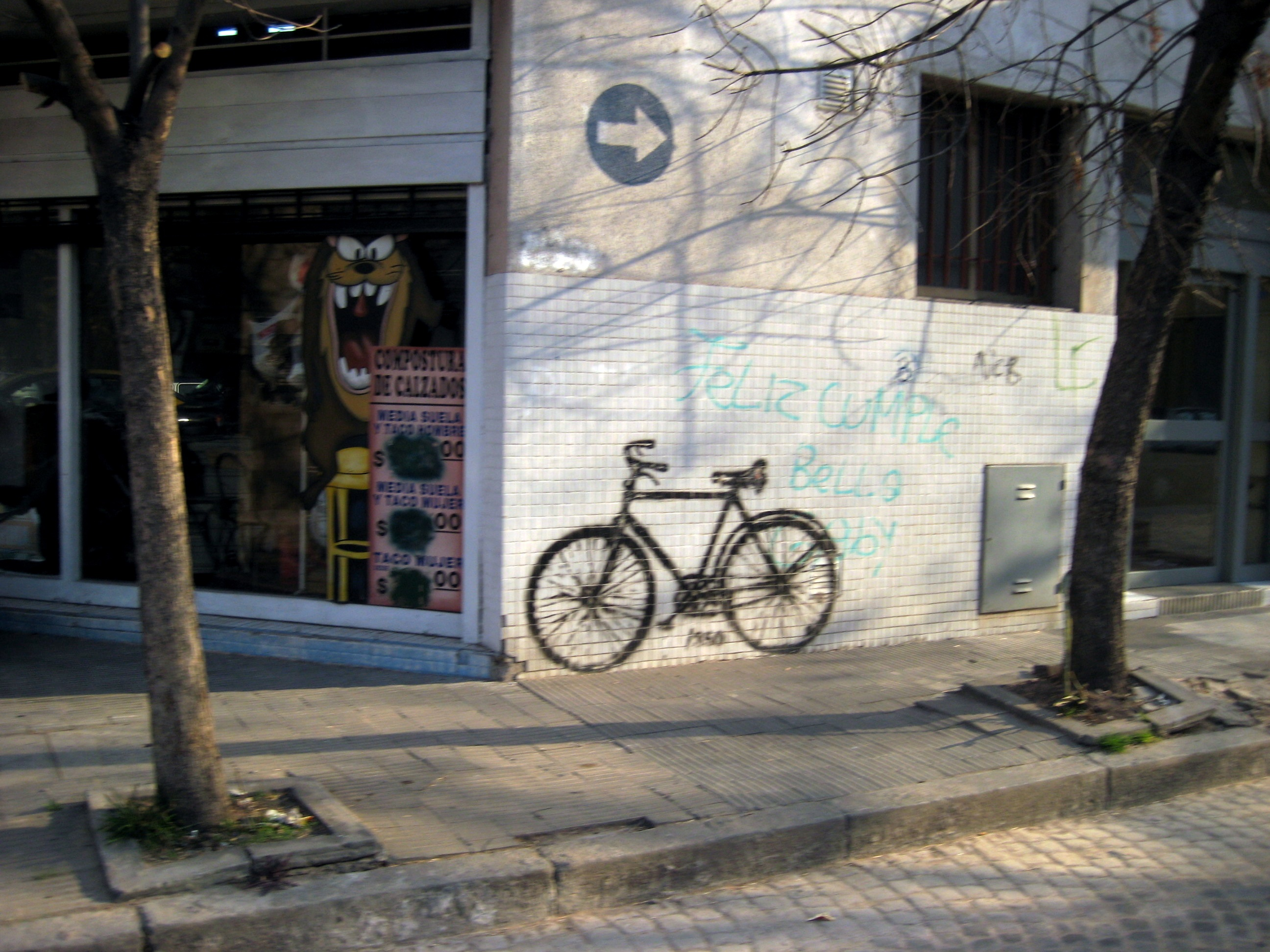
Bicicleta en Rosario

Diego Fidalgo indaga en el documental Trescientoscincuenta (2005), los motivos que llevaron al artista Fernando Traverso a plasmar esa particular obra ya transformada en mito urbano.

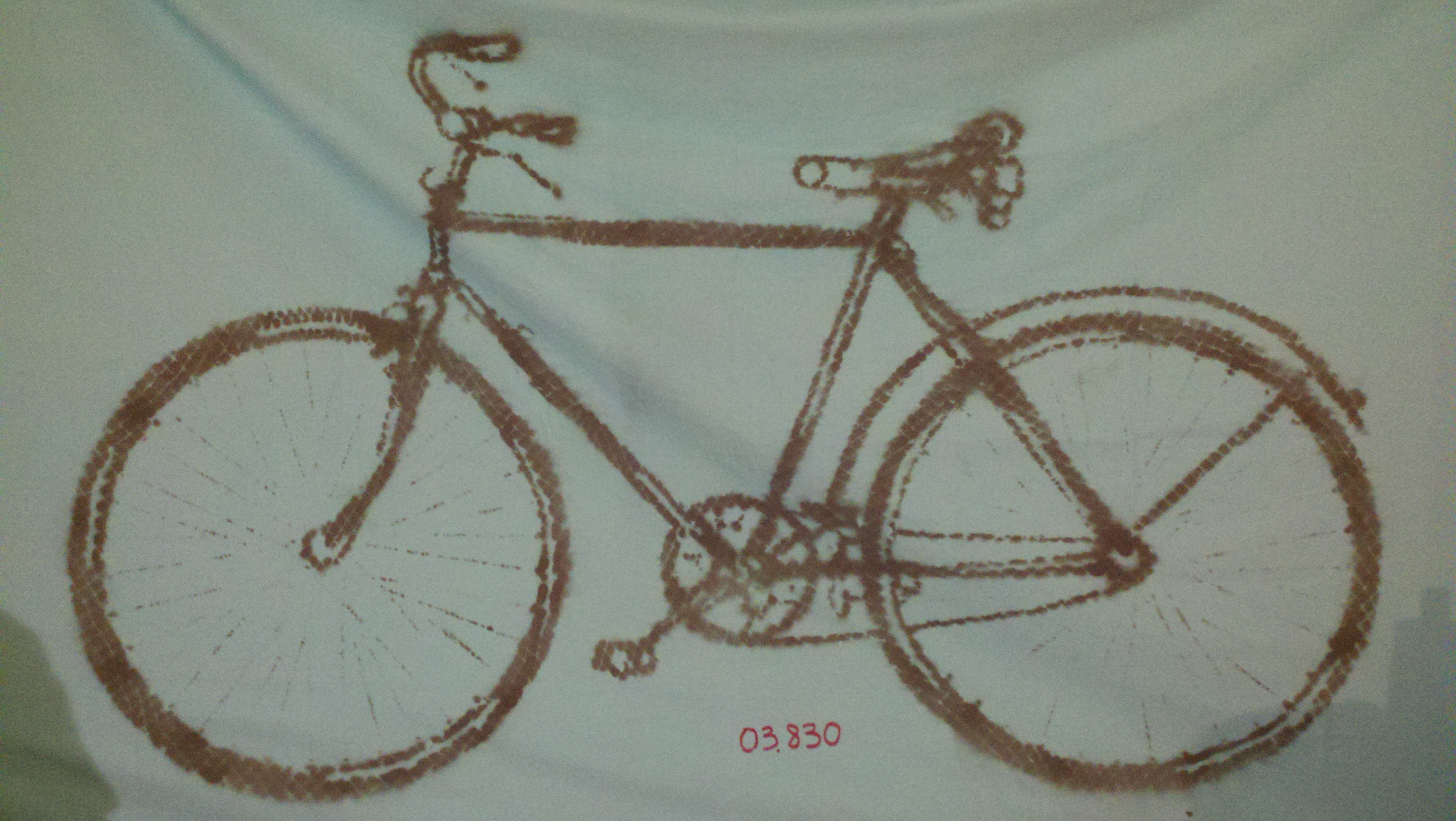
Bicicletas de Rosario

El sentido que cobra el desarrollo de esta obra procesual se expande en una multiplicidad de recepciones, que exceden la vinculación de la obra con la memoria de los desaparecidos ya que también se la relaciona con sucesos de la sociedad actual. La bici se convirtió en un hito social e histórico de Rosario.
En septiembre de 2011, desde el Archivo Provincial de la Memoria de Córdoba, se llevó adelante la intervención urbana “Bicicletas Vacías”.

## "En trámite"
En noviembre del mismo año, funda junto a Marita Prieto y Daniel Perosio, el grupo “En trámite”, en donde permanece como integrante hasta la actualidad,  Estos artistas comienzan por tomar como material al medio urbano, haciendo obras emplazadas en la calle y también en espacios institucionales: una serie de acciones colectivas que reafirman su compromiso con el presente y con su propia historia.
En el marco de las actividades del Grupo En Trámite, coprodujo intervenciones urbanas como “Descongesta”, en la Plaza San Martín de Rosario (2000), “Antes de entrar estabas aquí”, en la explanada del Centro Cultural Bernardino Rivadavia, en el marco del Seminario Nacional de Derechos Humanos “Por la verdad y la justicia” (2000), “En la puta calle 1”, en la explanada del Museo Castagnino (2000), y “En la puta calle otra vez”, frente a la ex sede del II comando del Ejército, Rosario (2001), entre otras.

## Premios
Por el primer stencil utilizado, que pertenece a la colección de arte contemporáneo,  recibió el Primer Premio adquisición del Salón Nacional de Rosario, en 2003.
En los últimos años obtuvo los siguientes premios: Mención, Salón FATA de Pintura, Rosario (1991), Primer Premio en el XXVIII Salón Amigos del Arte, Museo Castagnino, Rosario (1995), Primer Premio Salón Fundación Bollini de Buenos Aires (1998), Primer Premio XXXI Salón de Arte Contemporáneo de Amigos del Arte, Museo Castagnino (1998), Mención Salón de becarios Museo de Bellas Artes Rosa Galisteo de Rodríguez, Santa Fe (1999), Primer Premio Gráfica Experimental, II Salón Nacional de la Provincia de Salta (1999), y Primer Premio Salón Nacional de Rosario, Museo Castagnino, 2003, entre otros.